# 君渡
君渡（英語：Glandore）是南澳州阿德萊德馬利仁市及西多倫士市的一個地域行政分區。據說地名來自愛爾蘭科克郡的格蘭德，最早的財產擁有者之一約翰·奧德亞（John O'Dea）的家庭就是君渡出身。
君渡位於阿德萊德西南，位於海濱郊區己連拿奴及阿德萊德市中心之間。 君渡北接澳紐軍團公路、南接交加道、東接南道、西接百文街（Beckman Street）及雲菲道（Winifred Avenue）。君渡附近區域包括愛德華城、黑森林、愛華勒柏、顧華達柏及拔林敦。己連拿奴電車穿過君渡中間，設有南道、弼街、百文街三站。電車路軌以北為西多倫士市、以南為馬利仁市。
君渡區內設有不少公園，包括君渡橢圓球場（Glandore Oval）、租庇利公園（Jubilee Park）、君渡社區中心（Glandore Community Centre）、Coast FM電台、南澳社區中心服務處。